# Roppentzwiller
Roppentzwiller (prononcé [ʁɔpəntsvilɛʁ]  ; en allemand Ropenzweiler) est une commune française située dans la circonscription administrative du Haut-Rhin et, depuis le 1er janvier 2021, dans le territoire de la Collectivité européenne d'Alsace, en région Grand Est.
Cette commune se trouve dans la région historique et culturelle d'Alsace.

## Géographie
Roppentzwiller est située entre Waldighofen et Durmenach, dans le Sundgau.
| Waldighoffen   | Steinsoultz   |           |
| Riespach       | Roppentwiller | Muespach  |
| Vieux-Ferrette |               | Durmenach |

### Hydrographie
La commune est dans le bassin versant du Rhin au sein du bassin Rhin-Meuse. Elle est drainée par l'Ill, le Grummbach, le Huegelsbach, le Reiserngraben et le ruisseau Rossbach,,.
L'Ill, d'une longueur de 217 km, prend sa source dans la commune de Winkel et se jette  dans le Grand Canal d'Alsace à Offendorf, après avoir traversé 68 communes. 

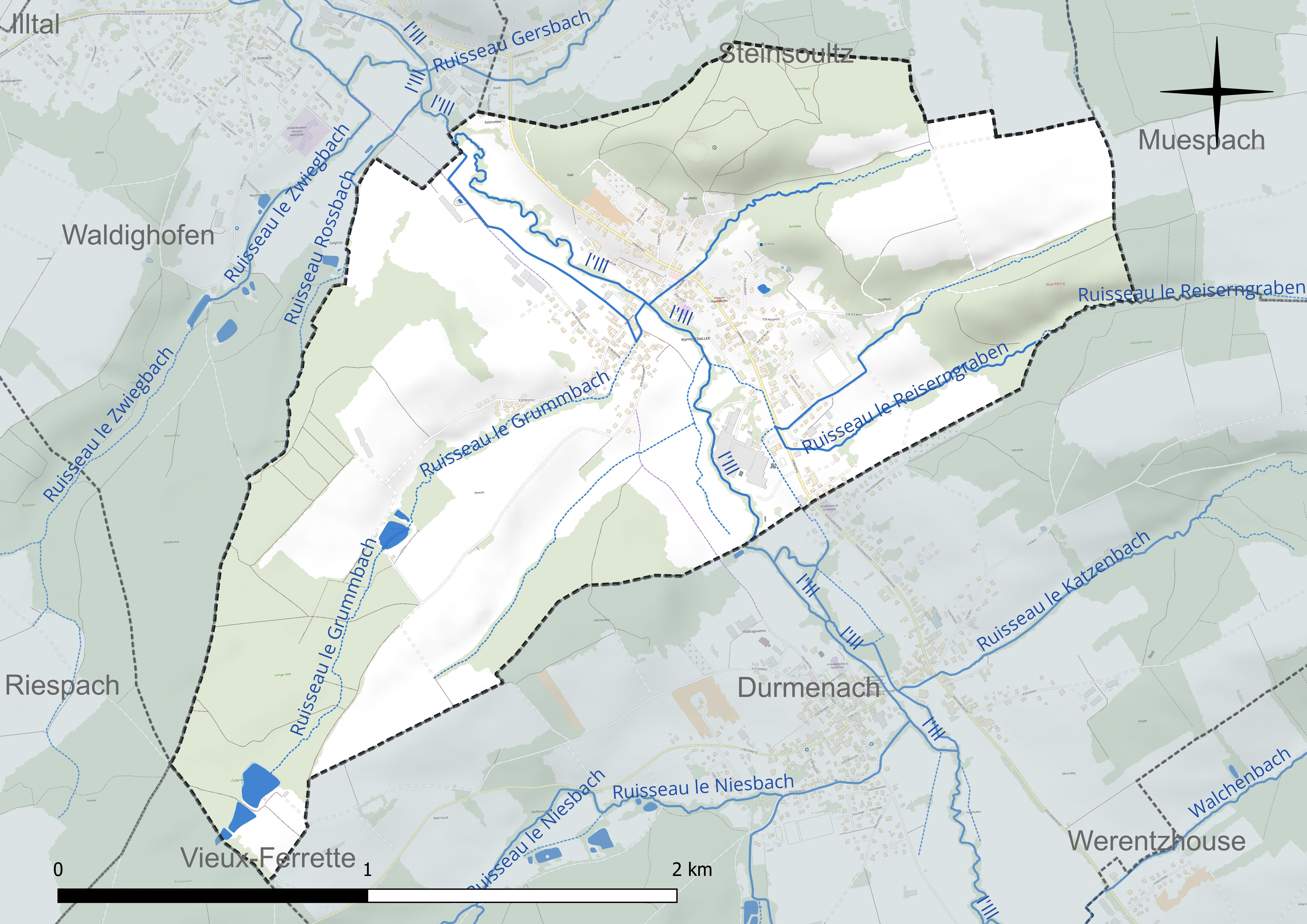
Réseau hydrographique de Roppentzwiller.

### Climat
Pour des articles plus généraux, voir Climat du Grand Est et Climat du Haut-Rhin.
En 2010, le climat de la commune est de type climat de montagne, selon une étude du Centre national de la recherche scientifique s'appuyant sur une série de données couvrant la période 1971-2000. En 2020, Météo-France publie une typologie des climats de la France métropolitaine dans laquelle la commune est dans une zone de transition entre le climat semi-continental et le climat de montagne et est dans la région climatique  Vosges, caractérisée par une pluviométrie très élevée (1 500 à 2 000 mm/an) en toutes saisons et un hiver rude (moins de 1 °C). 
Pour la période 1971-2000, la température annuelle moyenne est de 9,7 °C, avec une amplitude thermique annuelle de 17,4 °C. Le cumul annuel moyen de précipitations est de 896 mm, avec 9,7 jours de précipitations en janvier et 9,8 jours en juillet. Pour la période 1991-2020, la température moyenne annuelle observée sur la station météorologique de Météo-France la plus proche, « Carspach », sur la commune de Carspach à 12 km à vol d'oiseau, est de 11,0 °C et le cumul annuel moyen de précipitations est de 827,7 mm. 
La température maximale relevée sur cette station est de 38,1 °C, atteinte le 4 août 2022 ; la température minimale est de −17,7 °C, atteinte le 5 février 2012,,. 
Les paramètres climatiques de la commune ont été estimés pour le milieu du siècle (2041-2070) selon différents scénarios d'émission de gaz à effet de serre à partir des nouvelles projections climatiques de référence DRIAS-2020. Ils sont consultables sur un site dédié publié par Météo-France en novembre 2022.

## Urbanisme

### Typologie
Au 1er janvier 2024, Roppentzwiller est catégorisée bourg rural, selon la nouvelle grille communale de densité à sept niveaux définie par l'Insee en 2022.
Elle est située hors unité urbaine. Par ailleurs la commune fait partie de l'aire d'attraction de Bâle - Saint-Louis (partie française), dont elle est une commune de la couronne,. Cette aire, qui regroupe 94 communes, est catégorisée dans les aires de 200 000 à moins de 700 000 habitants,.

### Occupation des sols
L'occupation des sols de la commune, telle qu'elle ressort de la base de données européenne d’occupation biophysique des sols Corine Land Cover (CLC), est marquée par l'importance des territoires agricoles (48 % en 2018), une proportion sensiblement équivalente à celle de 1990 (48,3 %). La répartition détaillée en 2018 est la suivante : 
zones agricoles hétérogènes (38,9 %), forêts (37,8 %), zones urbanisées (14,2 %), terres arables (9,1 %). L'évolution de l’occupation des sols de la commune et de ses infrastructures peut être observée sur les différentes représentations cartographiques du territoire : la carte de Cassini (XVIIIe siècle), la carte d'état-major (1820-1866) et les cartes ou photos aériennes de l'IGN pour la période actuelle (1950 à aujourd'hui).

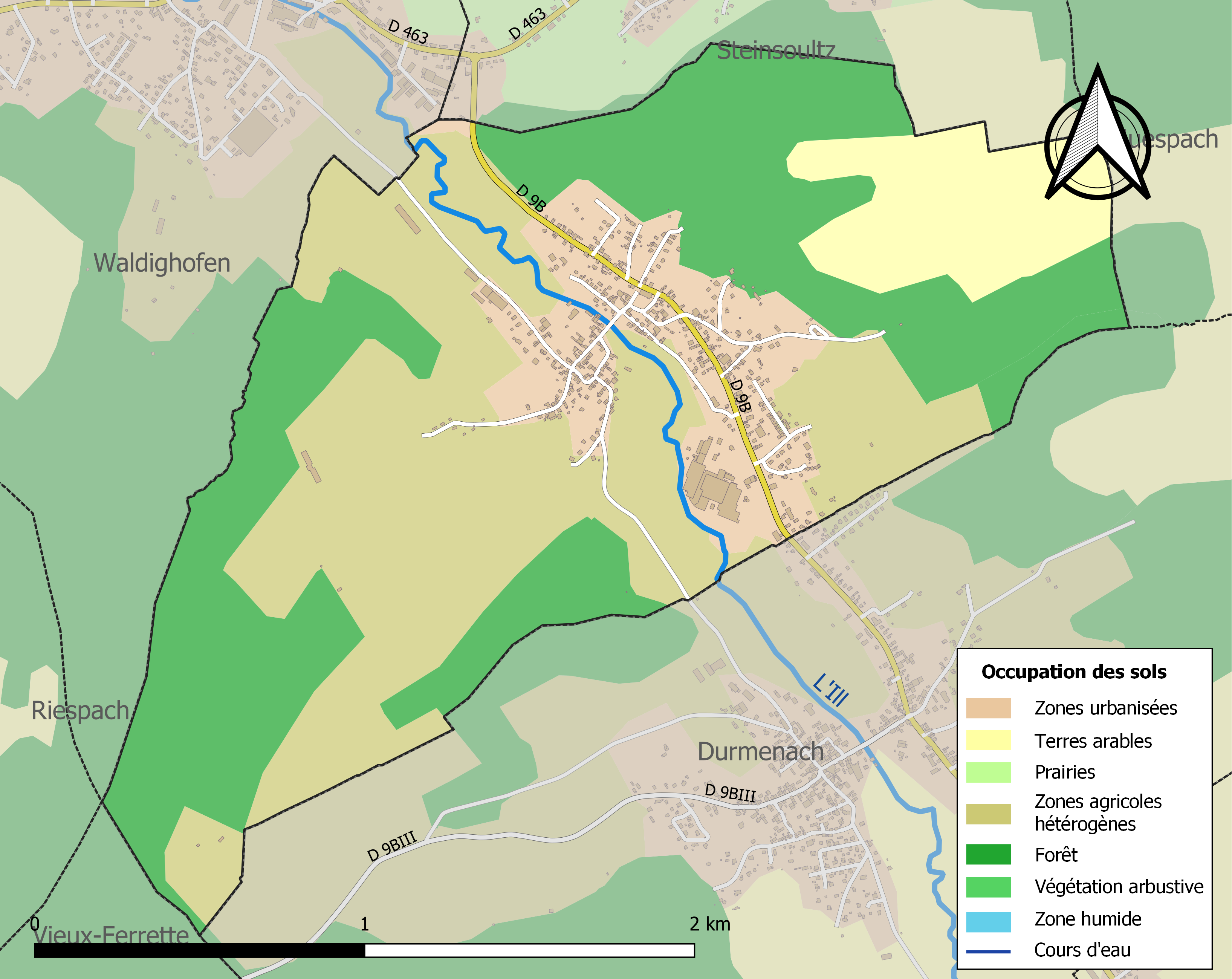
Carte des infrastructures et de l'occupation des sols de la commune en 2018 (CLC).

## Histoire

### Histoire industrielle
Vers 1856, Emanuel Lang, Jacques Lang, Gabriel Lang et M. Bloch tous originaires de Durmenach, installent un atelier de tissage, avec 4 métiers à tisser, dans l'ancien moulin à eau de Waldighofen.
 
En 1865, la société Les Fils d'Emanuel Lang voit le jour.

En 1870, la société emploie 300 personnes et 550 métiers à tisser. Après la guerre de 1870 et l'annexion de l'Alsace par l'Allemagne l'usine de Waldighofen ferme et la société quitte le Sundgau pour s'établir à Nancy où elle construit une importante usine.

En 1888, l'usine de Waldighofen est rouverte par Raphaël Lang qui y fait construire la cheminée, toujours visible de nos jours.

En 1908, Paul Lang crée une filature et un tissage, sous le nom de Lang Frères, à Hirsingue qui est agrandie en 1912 et endommagée par un incendie le 23 février 1916.

Après la guerre, l'Alsace redevenue française, la famille décide de réunir les usines de Nancy, de Waldighofen et de Hirsingue sous le nom de Établissements des fils d'Emanuel Lang. 

Jusqu'en 1962, la petite société familiale prospère et fait prospérer les régions où elle est installée.
En 1963, elle rachète l'usine textile Schlumberger-Steiner située à Roppentzwiller, fondée par Camille Gabriel Schlumberger et Charles Frédéric Steiner.
En 1968, elle rachète l'usine de filature et de tissage Xavier Jourdain, fondée en 1827 et située à Altkirch. L'entreprise prend alors le nom de Siat et Lang.
En 1971, l'usine Schlumberger-Steiner de Roppentzwiller ferme ses portes. L'entreprise se recentre alors sur les tissus de haute couture.

En 2003, la Société Industrielle Altkirchoise de Textile-Lang licencie, dans un premier temps, 87 employés sur 2 de ses 3 établissements puis 2 mois plus tard 115 autres salariés des sites de Hirsingue et d'Altkirch.

En 2005, l'entreprise, qui emploie encore 370 salariés, est placée en redressement judiciaire.

En 2006, une nouvelle procédure de dépôt de bilan est lancée à l'encontre de Siat-Lang et de ses 3 sites (Cernay, Hirsingue, Altkirch) et est placée sous administration judiciaire.
 
En 2007, afin d'apurer les dettes, l'usine Xavier Jourdain d'Altkirch cesse toute activité et les ateliers sont démolis. L'entreprise, qui n'emploie plus que 173 salariés, se concentre sur Hirsingue, mais l'usine est scindée en deux entités; Siat et Lang pour la création et la vente de tissus et Siat et Lang Production pour la teinture et le tissage.

En avril 2009, un incendie se déclare dans l'unité de production. En août, le tribunal de grande instance de Mulhouse prononce la liquidation des 2 entreprises. En octobre le plan de reprise est accepté par le tribunal mais il s'accompagne de 90 licenciements supplémentaires. L'entreprise prend le nom de Virtuose SAS et reste à Hirsingue.

Après 2 années positives, la flambée des cours du coton met l'entreprise de nouveau en difficulté. En décembre 2012, la municipalité d'Hirsingue propose une aide de 655 000 euros à travers une offre de leaseback.

En avril 2013, le tribunal de Mulhouse prononce la liquidation judiciaire de la société Virtuose et rejette le plan de reprise qui aurait pu sauver 35 des 58 emplois. En mai, 13 salariés font encore tourner l'usine d'Hirsingue afin d'honorer les dernières commandes et de fermer définitivement ses portes en juin 2013.

### Héraldique
| Blason de Roppentzwiller | Les armes de Roppentzwiller se blasonnent ainsi : « De gueules au cygne d'argent passant accompagné en pointe d'une étoile à huit rais d'or, accostée des lettres capitales R et Z de même. » |

## Démographie
L'évolution du nombre d'habitants est connue à travers les recensements de la population effectués dans la commune depuis 1793. Pour les communes de moins de 10 000 habitants, une enquête de recensement portant sur toute la population est réalisée tous les cinq ans, les populations de référence des années intermédiaires étant quant à elles estimées par interpolation ou extrapolation. Pour la commune, le premier recensement exhaustif entrant dans le cadre du nouveau dispositif a été réalisé en 2006.

En 2022, la commune comptait 665 habitants, en évolution de −4,86 % par rapport à 2016 (Haut-Rhin : +0,66 %, France hors Mayotte : +2,11 %).
| 1793 | 1800 | 1806 | 1821 | 1831 | 1836 | 1841 | 1846 | 1851 |
| ---- | ---- | ---- | ---- | ---- | ---- | ---- | ---- | ---- |
| 309  | 341  | 329  | 405  | 473  | 506  | 537  | 579  | 635  |

| 1856 | 1861 | 1866 | 1871 | 1875 | 1880 | 1885 | 1890 | 1895 |
| ---- | ---- | ---- | ---- | ---- | ---- | ---- | ---- | ---- |
| 558  | 613  | 622  | 626  | 567  | 593  | 568  | 575  | 619  |

| 1900 | 1905 | 1910 | 1921 | 1926 | 1931 | 1936 | 1946 | 1954 |
| ---- | ---- | ---- | ---- | ---- | ---- | ---- | ---- | ---- |
| 666  | 742  | 826  | 823  | 788  | 762  | 728  | 693  | 668  |

| 1962 | 1968 | 1975 | 1982 | 1990 | 1999 | 2006 | 2011 | 2016 |
| ---- | ---- | ---- | ---- | ---- | ---- | ---- | ---- | ---- |
| 663  | 623  | 624  | 708  | 736  | 665  | 755  | 703  | 699  |

| 2021 | 2022 | - | - | - | - | - | - | - |
| ---- | ---- | - | - | - | - | - | - | - |
| 675  | 665  | - | - | - | - | - | - | - |

## Lieux et monuments
- Église Saint-Jean-Baptiste.

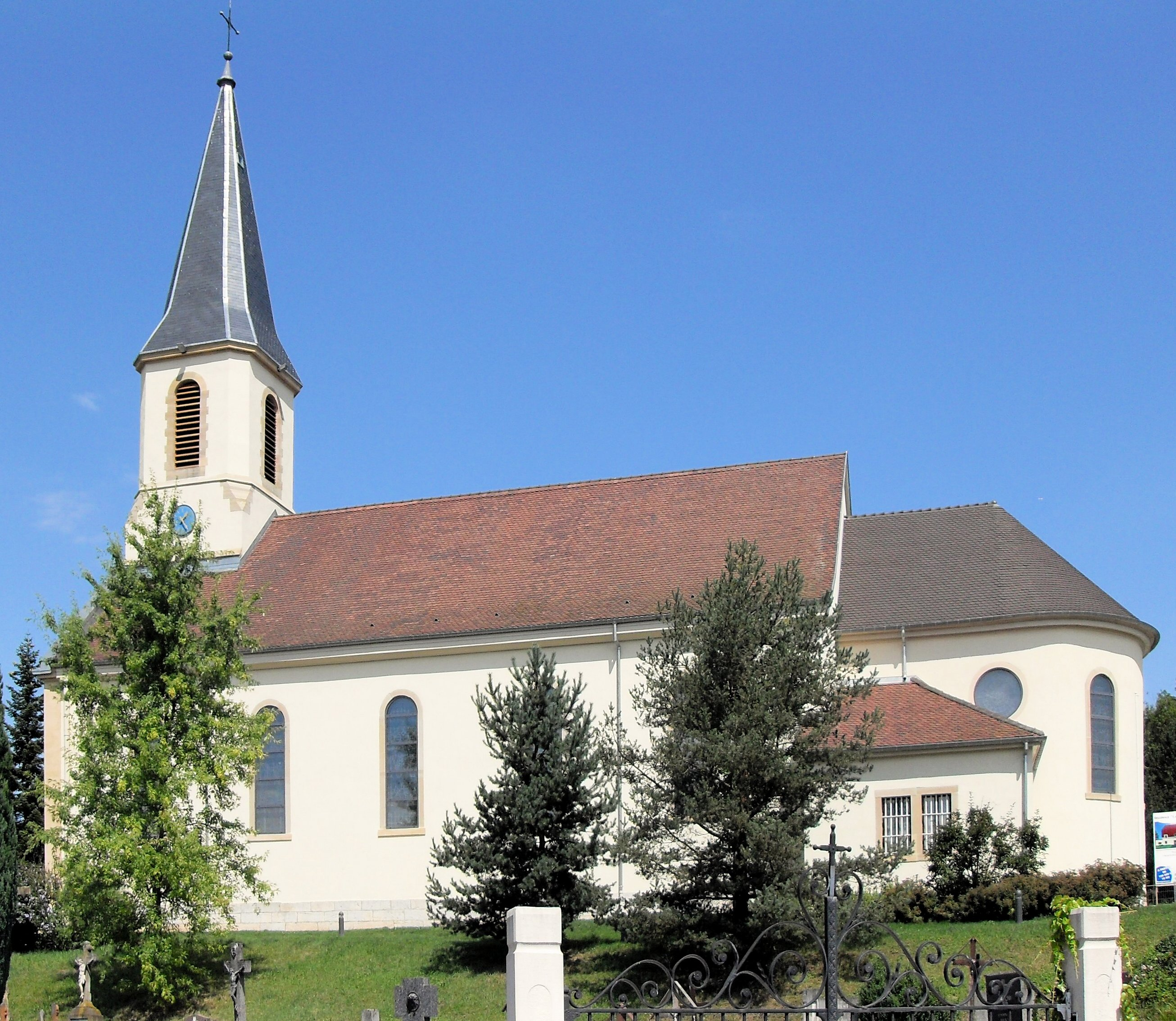
L'église, côté sud.
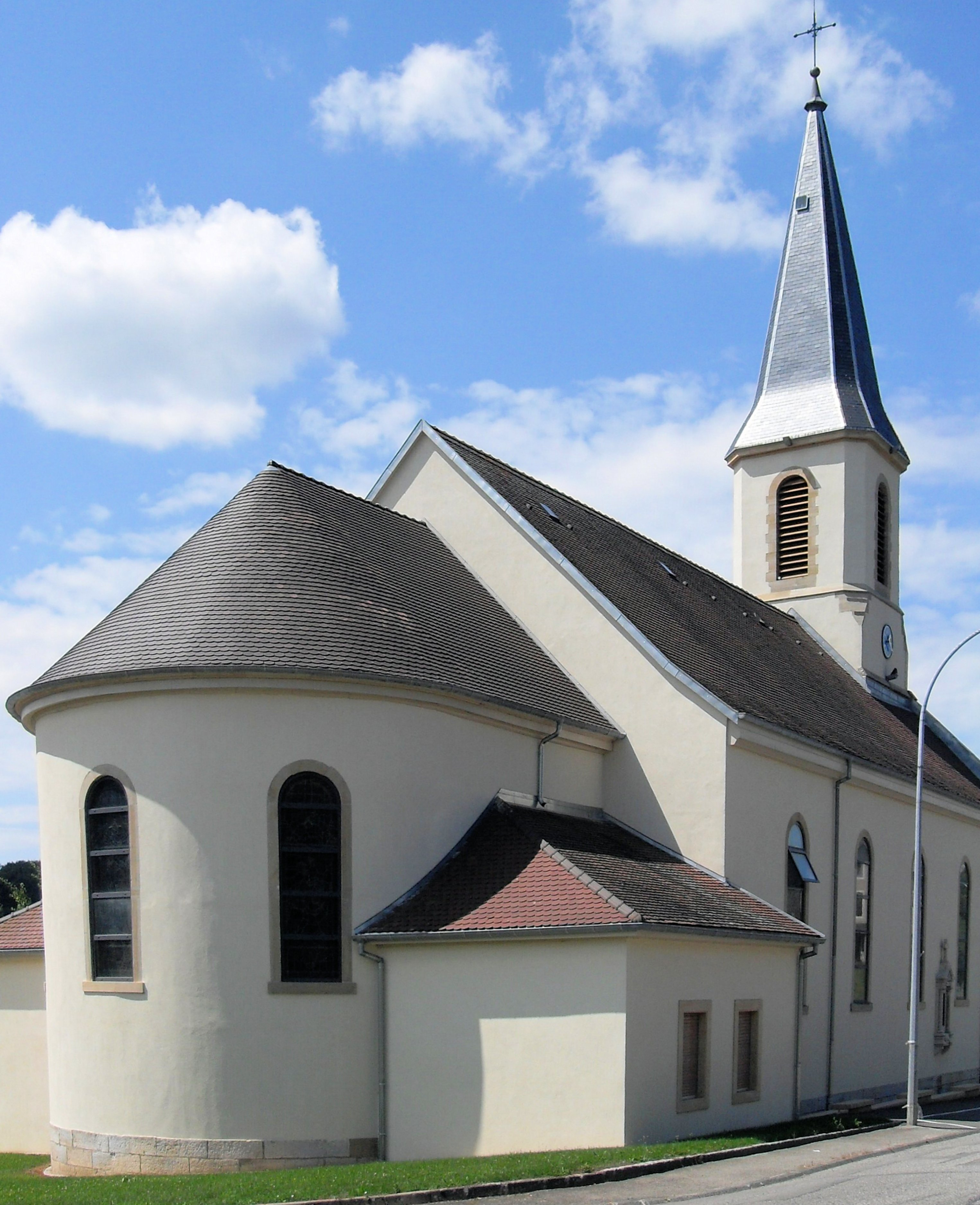
L'église, côté est.